# أحمد الطيبي (عالم جينات)
أحمد سعيد الطيبي طبيب فلسطيني، ولد في لبنان، ثم انتقل إلى سوريا، ثم إلى الكويت، حيث أكمل دراسته الإعدادية والثانوية هناك، ومنها إلى مصر حيث درس الطب في جامعة القاهرة، لتبدأ بعد ذلك رحلته في الجامعات الغربية ,نال الطيبي درجة الدكتوراه في مجال الطب الوراثي من جامعة لندن، واكتشف 35 متلازماً جينياً ذا صلة عميقة في تهيئة الاستعداد الوراثي للأمراض ذات المنشأ الجيني، وسُميّت العديد من هذه المتلازمات الجينية باسمه ,له 200 ورقة علمية طبية، بالإضافة إلى كتاب يتحدّث فيه عن الأمراض الجينية عند العرب، وهو ما شكّل النواة الأولى لتأسيس "الجمعية الأمريكية الشرق أوسطية لأطباء الوراثة.
كما وكان أستاذ في طب الأطفال في جامعة تورنتو في كندا، منذ العام 1998 عندما انتقل إليها من جامعة مكجيل،ترأس قسم الوراثة السريرية في مستشفى الأطفال المرضى في تورنتو، وهو أيضا نائب رئيس وأستاذ طب الأطفال في كلية طب ويل كورنيل بنيويورك، وكذلك في قطر.
الدكتور أحمد الطيبي يعد أيضا من البارزين في مجال الوراثة والأمراض الوراثية، وخصوصا في المجال العربي حيث أنه القائم على قاعدة بيانات الأمراض الوراثية في الوطن العربي، وهو له شهرة عالمية في مجال أبحاث الوراثة و الامساخ، وهو خبير استشاري في الأمساخ في الجمعية الأمريكية للاجتماعات الوراثية البشرية.

## المطبوعات
قام أحمد الطيبي بتحرير أكثر من 200 بحث في مجال الوراثة، وأشار إلى 38 نوع جديد من الأضطرابات الوراثية والجينية الجديدة بتلك الأبحاث، كما أنه قام بالعديد من الأبحاث الأخرى على قوانين مندل الوراثية، كان عضو بالعديد من مجالس تحرير المجلات المتخصصة بعلوم الوراثة والجينات في الولايات المتحدة الأمريكية.
حرر الطيبي أيضا كتاب كتب فيه أكثر من 25 فصل وشاركه في تحرير هذا الكتاب الأستاذ طلعت فرج، وهو كتاب عن الأضطرابات الجينية بين الشعوب العربية، ونشر هذا الكتاب عام 1997 عن مطبعة جامعة أكسفورد.

## مبادرات
هو عادة يشارك في تطوير الخدمات الوراثية والجينية في العديد من الدول العربية مثل الكويت والتي ساهم بها كثيرا خاصة في مركز الأبحاث الوراثية الذي اقيم هناك عام 1979 وأفتتح عام 1980، كما أنه شارك أيضا في مراكز وأبحاث من تلك النوع في عديد من الدول العربية الأخرى مثل دول الخليج، الأراضي الفلسطينية، الأردن، مصر، تونس، والمملكة العربية السعودية فهو طور بعض الخدمات من ذلك النوع في المنطقة العربية.
في الآونة الأخيرة قضى حوى 8 أشهر في المملكة العربية السعودية لتطوير الخدمات الطبية وعلم الوراثة هناك ولا سيما تأسيس علم الوراثة الإكلينكية وبرامج التدريب والأستشارة الوراثية هناك وتلك التجارب تعتبر الأولى من نوعها في الشرق الأوسط. هو الآن يساهم في تعليم عديد من الطلاب الكثير عن علم الوراثة وتطوير ذلك العلم بالأضافة انه من الأساس طبيب أطفال.

## الجوائز
- جائزة من الكويت عام 1989 نظرا لمساهماته.
- جائزة عام 2001 نظرا لإنجازاته العلمية، والتزامه بقضية البحر الأبيض المتوسط للتعاون.
- عام 2002 انتخب ليكون عضواً في الأكاديمية الأوروبية للعلوم.

## وفاته
توفي في 22 يوليو من عام 2010م، اثر معاناته الطويلة من مرض السكري